# Franklin Parish
Das Franklin Parish (frz.: Paroisse de Franklin) ist ein Parish im Bundesstaat Louisiana der Vereinigten Staaten. Bei der Volkszählung im Jahr 2020 hatte das Parish 29.774 Einwohner und eine Bevölkerungsdichte von 12,2 Einwohnern pro Quadratkilometer. Der Verwaltungssitz (Parish Seat) ist Winnsboro, benannt nach Walter Winn, einem Juristen.

## Geographie
Das Parish liegt im Norden von Louisiana, ist im Norden etwa 70 km von Arkansas, im Osten etwa 40 km von Mississippi entfernt und hat eine Fläche von 1646 Quadratkilometern, wovon 31 Quadratkilometer Wasserflächen sind. Es grenzt an folgende Parishes:
| Richland Parish |                  | Madison Parish |
| Caldwell Parish |                  |                |
|                 | Catahoula Parish | Tensas Parish  |

## Geschichte

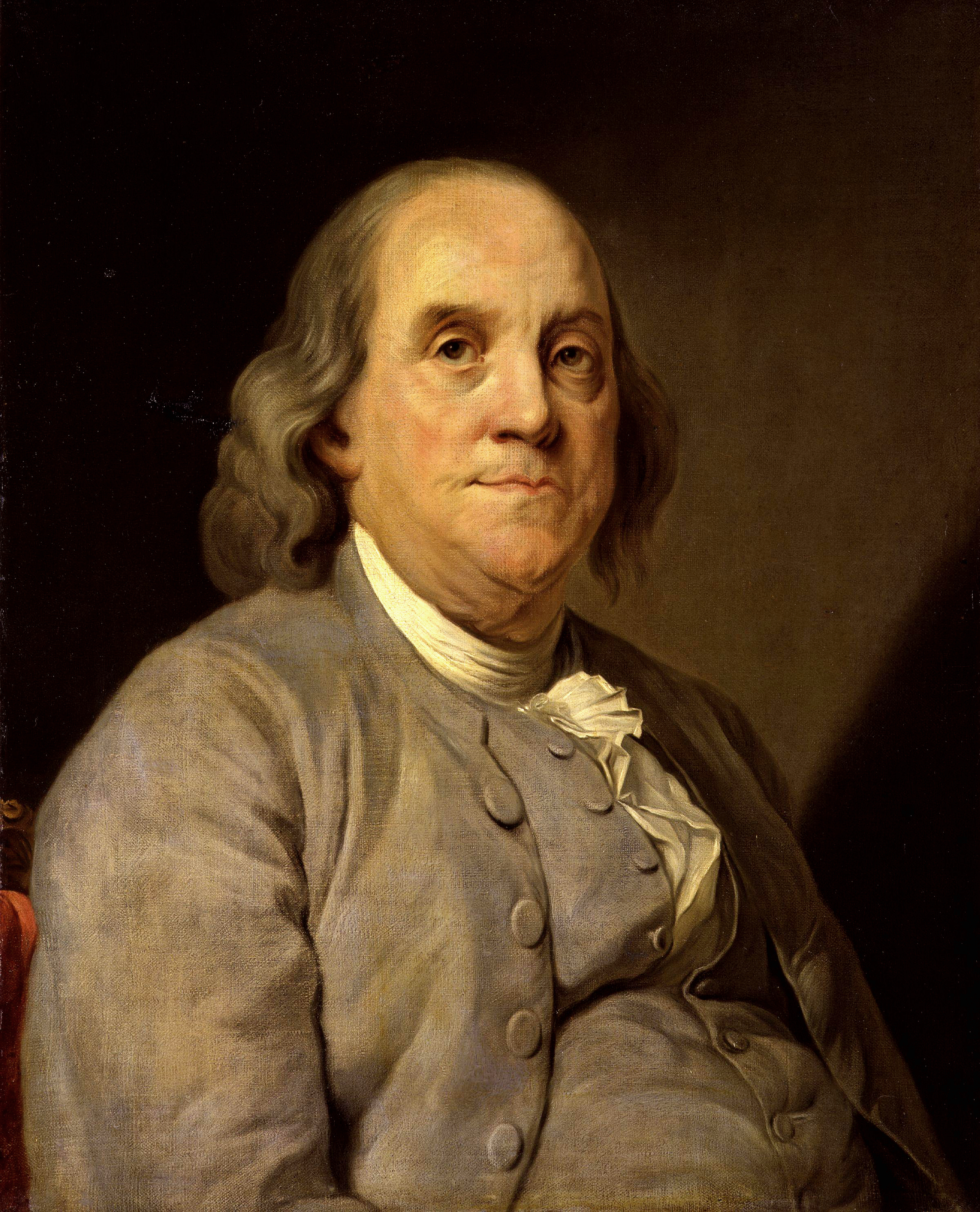
Benjamin Franklin

Das Franklin Parish wurde 1843 aus Teilen des Carroll Parish, Catahoula Parish, Madison Parish und Ouachita Parish gebildet. Benannt wurde es nach Benjamin Franklin.
Sechs Bauwerke und Stätten des Parish sind im National Register of Historic Places eingetragen (Stand 4. November 2017).

## Demografische Daten

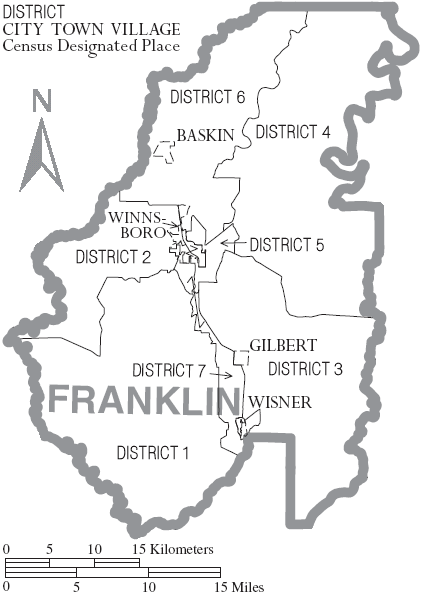
Karte des Franklin Parishes

Nach der Volkszählung im Jahr 2000 lebten im Franklin Parish 21.263 Menschen. Davon wohnten 789 Personen in Sammelunterkünften, die anderen Einwohner lebten in 7.754 Haushalten und 5.706 Familien. Die Bevölkerungsdichte betrug 13 Einwohner pro Quadratkilometer. Ethnisch betrachtet setzte sich die Bevölkerung zusammen aus 67,16 Prozent Weißen, 31,61 Prozent Afroamerikanern, 0,27 Prozent amerikanischen Ureinwohnern, 0,19 Prozent Asiaten und 0,15 Prozent aus anderen ethnischen Gruppen; 0,62 Prozent stammten von zwei oder mehr Ethnien ab. 0,75 Prozent der Bevölkerung waren spanischer oder lateinamerikanischer Abstammung, die verschiedenen der genannten Gruppen angehörten.
Von den 7.754 Haushalten hatten 33,9 Prozent Kinder und Jugendliche unter 18 Jahre, die bei ihnen lebten. 53,3 Prozent waren verheiratete, zusammenlebende Paare, 16,5 Prozent waren allein erziehende Mütter, 26,4 Prozent waren keine Familien, 23,9 Prozent waren Singlehaushalte und in 12,2 Prozent lebten Menschen im Alter von 65 Jahren oder darüber. Die Durchschnittshaushaltsgröße betrug 2,64 und die durchschnittliche Familiengröße lag bei 3,13 Personen.
Auf das gesamte Parish bezogen setzte sich die Bevölkerung zusammen aus 27,9 Prozent Einwohnern unter 18 Jahren, 9,1 Prozent zwischen 18 und 24 Jahren, 25,8 Prozent zwischen 25 und 44 Jahren, 21,9 Prozent zwischen 45 und 64 Jahren und 15,3 Prozent waren 65 Jahre alt oder darüber. Das Durchschnittsalter betrug 36 Jahre. Auf 100 weibliche kamen statistisch 91,2 männliche Personen. Auf 100 Frauen im Alter von 18 Jahren oder darüber kamen 86,4 Männer.
Das jährliche Durchschnittseinkommen eines Haushalts betrug 22.964 USD, das Durchschnittseinkommen der Familien betrug 27.440 USD. Männer hatten ein Durchschnittseinkommen von 26.305 USD, Frauen 16.758 USD. Das Prokopfeinkommen betrug 12.675 USD. 23,1 Prozent der Familien 28,4 Prozent der Bevölkerung lebten unterhalb der Armutsgrenze. Darunter waren 41,4 Prozent der Kinder und Jugendlichen unter 18 Jahren und 25,0 Prozent der Menschen ab 65 Jahren.

## Orte im Parish
- Bakers
- Baskin
- Baskinton
- Big Creek
- Brownell
- Buie
- Bushes
- Chase
- Como
- Crowville
- Elam
- Extension
- Fort Necessity
- Gilbert
- Griffin
- Holly Grove
- Jigger
- Lamar
- Liddieville
- Longview
- Lorelein
- Mason
- Metropolis
- Oakley
- Swampers
- Winnsboro
- Wisner